# Johnrehnia pantaziorum
Johnrehnia pantaziorum är en kackerlacksart som beskrevs av Roth, L. M. 2000. Johnrehnia pantaziorum ingår i släktet Johnrehnia och familjen småkackerlackor. Inga underarter finns listade i Catalogue of Life.